# Ingemar Walder
Ingemar Walder, né le 5 juin 1978 à Sillian, est un snowboardeur autrichien spécialisé dans les épreuves de slalom parallèle et de slalom géant parallèle.

## Palmarès

### Jeux olympiques
| Édition/Discipline   | Slalom géant parallèle |
| JO de Vancouver 2010 | 29e                    |

### Championnats du monde
| Édition/Discipline | Slalom parallèle | Snowboardcross |
| Mondiaux 2013      | 11e              | -              |
| Mondiaux 2009      | 22e              | -              |
| Mondiaux 2001      |                  | 40e            |

### Coupe du monde
- Meilleur classement du parallèle : 4e en 2013.
- 2 podiums en slalom géant parallèle (2012 et 2013).